# Arcangelo Michele Migliarini
Arcangelo Michele Migliarini (Roma, 25 dicembre 1779 – Firenze, 14 settembre 1865) è stato un pittore, antiquario e museologo italiano.

## Biografia
Arcangelo Michele Migliarini, personalità singolare di artista e di studioso, fu pittore, antiquario, docente, conservatore di musei. Da giovane frequentò lo studio di Antonio Canova, dove disegnava le sculture, per farne modelli da cui trarre riproduzioni a stampa. Divenne allievo di Pietro Benvenuti e di Bertel Thorvaldsen. Nel 1808, a Firenze, conobbe l'archeologo  Luigi Lanzi, studioso della lingua etrusca.

### Viaggi e soggiorni all'estero
Dal 1810 prese a viaggiare in Europa, soggiornò molti anni in Russia e si spinse fino alla Persia. A Pietroburgo divenne un consulente per gli acquisti di antiquaria (cioè di archeologia) dello zar Alessandro I di Russia e di Nicola I di Russia quando non era ancora zar.

### Ritorno a Firenze
Nel 1820 tornò in Italia, con la moglie e il figlio Luigi e, dopo un soggiorno a Roma, si stabilì a Firenze, dove insegnò Storia dell'arte.  Era poliglotta: conosceva latino, greco, ebraico, copto, turco, persiano, etiopico, francese, inglese e russo. A Firenze divenne il bibliotecario del conte russo Boutourlin, che aveva conosciuto a Pietroburgo. Nel 1823 fu nominato accademico e professore di Pittura dell'Accademia di belle arti di Firenze.
Al Gabinetto Viesseux conobbe l'abate Giovanni Battista Zannoni, appassionato di etruscologia e conservatore delle collezioni d'arte granducali. Leopoldo II di Toscana nel 1832 lo nominò conservatore dei Monumenti egiziani in Santa Caterina, quindi sostituto provvisorio di Zannoni, da poco defunto. Nel 1841 Arcangelo Michele Migliarini divenne ufficialmente conservatore delle Collezioni di antichità granducali. Al Museo archeologico nazionale di Firenze rinnovò la vecchia catalogazione delle monete, fatta da Giuseppe Bencivenni Pelli, producendo un nuovo catalogo della sezione Numismatica.
Migliarini si dedicò con passione all'ordinamento e alla catalogazione di reperti antichi e alcuni suoi volumi manoscritti sono ancora consultati. Ha lasciato anche un catalogo manoscritto delle gemme incise della raccolta mediceo-lorenese.     
Nel 1859 assunse la cattedra di Archeologia, presso l'Istituto di Studi Superiori, cattedra che tenne solo un anno. Muore a Firenze nel 1865.

## Archivio
La Soprintendenza archeologia belle arti e paesaggio per la città metropolitana di Firenze e le province di Pistoia e Prato custodisce un "Fondo Migliarini", acquistato dallo Stato nel 1870 da suo figlio Luigi. Le carte, datate dal 1809 al 1860, furono riordinate e inventariate da Nora Nieri Calamari. Il Fondo contiene appunti manoscritti, disegni e schizzi di egittologia ed etruscologia, quaderni di appunti su lingue antiche, iscrizioni etrusche, numeri utilizzati dagli etruschi e il volume rilegato con appunti manoscritti "Tesoretto. Iscrizioni etrusche". Contiene anche corrispondenza, opuscoli, ritagli di giornali, estratti, cariche, onorificenze e carte personali.
Altri documenti Migliarini sono alla Biblioteca nazionale centrale di Firenze, all'Archivio di Stato di Firenze, all'Archivio della Società Colombaria, alla Biblioteca Universitaria di Pisa e alla Biblioteca dell'Accademia Etrusca di Cortona.